# Dragon-Klasse
Die Dragon-Klasse ist eine aus acht Einheiten bestehende Serie von Flüssiggastankern. Die Schiffe wurden auf verschiedenen chinesischen Werften gebaut und zwischen 2015 und 2017 abgeliefert.

## Geschichte
Die ersten sechs Einheiten der Dragon-Klasse wurden im April 2013 durch die dänische Reederei Evergas (2022 durch Seapeak übernommen) bei der chinesischen Werft Nantong Sinopacific bestellt. Weitere zwei Einheiten wurden im November 2014 bestellt. Gebaut wurden die Schiffe auf verschiedenen Werften in China. Sie fahren zunächst in einer mehrjährigen Charter des petrochemischen Unternehmens Ineos Europe. Die Schiffe sind in erster Linie für den Transport von Ethan konzipiert, können aber auch andere Flüssiggase transportieren.

## Technische Daten
Die Schiffe werden von zwei Viertakt-Sechszylinder-Dual-Fuel-Motoren des Typs Wärtsilä 6L50DF mit jeweils 5850 kW Leistung angetrieben. Die Motoren wirken über ein Getriebe auf einen Verstellpropeller. Für die Stromerzeugung stehen zwei von Dual-Fuel-Motoren des Typs Wärtsilä 6L20DF angetriebener Generatoren zur Verfügung. Weiterhin wurde ein Notgenerator verbaut.
Die Motoren sollten ursprünglich mit Flüssigerdgas, Marinedieselöl oder Schweröl angetrieben werden. Die geplante Nutzung der Schiffe für den Transport von Ethan führte dazu, die Motoren so auszurüsten, dass sie den Verdampfungsverlust während des Transports für den Antrieb nutzen können. Die Schiffe sind somit die ersten mit Ethan angetriebenen Frachtschiffe. Für den Betrieb mit Flüssiggas wurden zwei jeweils 1000 m³ fassende Tanks an Deck installiert.

## Schiffe
| Dragon-Klasse        | Dragon-Klasse                   | Dragon-Klasse | Dragon-Klasse    | Dragon-Klasse                                         | Dragon-Klasse |
| Bauname              | Bauwerft Baunummer              | IMO-Nummer    | Ablieferung      | Umbenennungen und Verbleib                            |               |
| -------------------- | ------------------------------- | ------------- | ---------------- | ----------------------------------------------------- | ------------- |
| Js Ineos Insight     | Nantong Sinopacific S1015       | 9685425       | 28. Mai 2015     | 2023: Ineos Insight                                   |               |
| Js Ineos Ingenuity   | Nantong Sinopacific S1016       | 9685437       | 23. Juli 2015    | 2023: Ineos Ingenuity                                 |               |
| Js Ineos Intrepid    | Nantong Sinopacific S1017       | 9685449       | 29. Oktober 2015 | 2023: Ineos Intrepid                                  |               |
| Js Ineos Inspiration | Nantong Sinopacific S1018       | 9685451       | 29. Januar 2016  | 2023: Ineos Inspiration                               |               |
| Js Ineos Innovation  | Yangzhou Dayang S1019           | 9744958       | 5. Dezember 2016 | 2023: Ineos Innovation                                |               |
| Js Ineos Intuition   | Jiangsu New Yangzi S1020        | 9744960       | 15. März 2017    | 2017: Js Ineos Independence, 2023: Ineos Independence |               |
| Js Ineos Invention   | Jiangsu New Yangzi YZJ2015-1182 | 9771511       | 31. März 2017    | 2023: Ineos Invention                                 |               |
| Js Ineos Intuition   | Jiangsu New Yangzi YZJ2015-1183 | 9771523       | 31. März 2017    | 2023: Ineos Intuition                                 |               |